# Kudurru

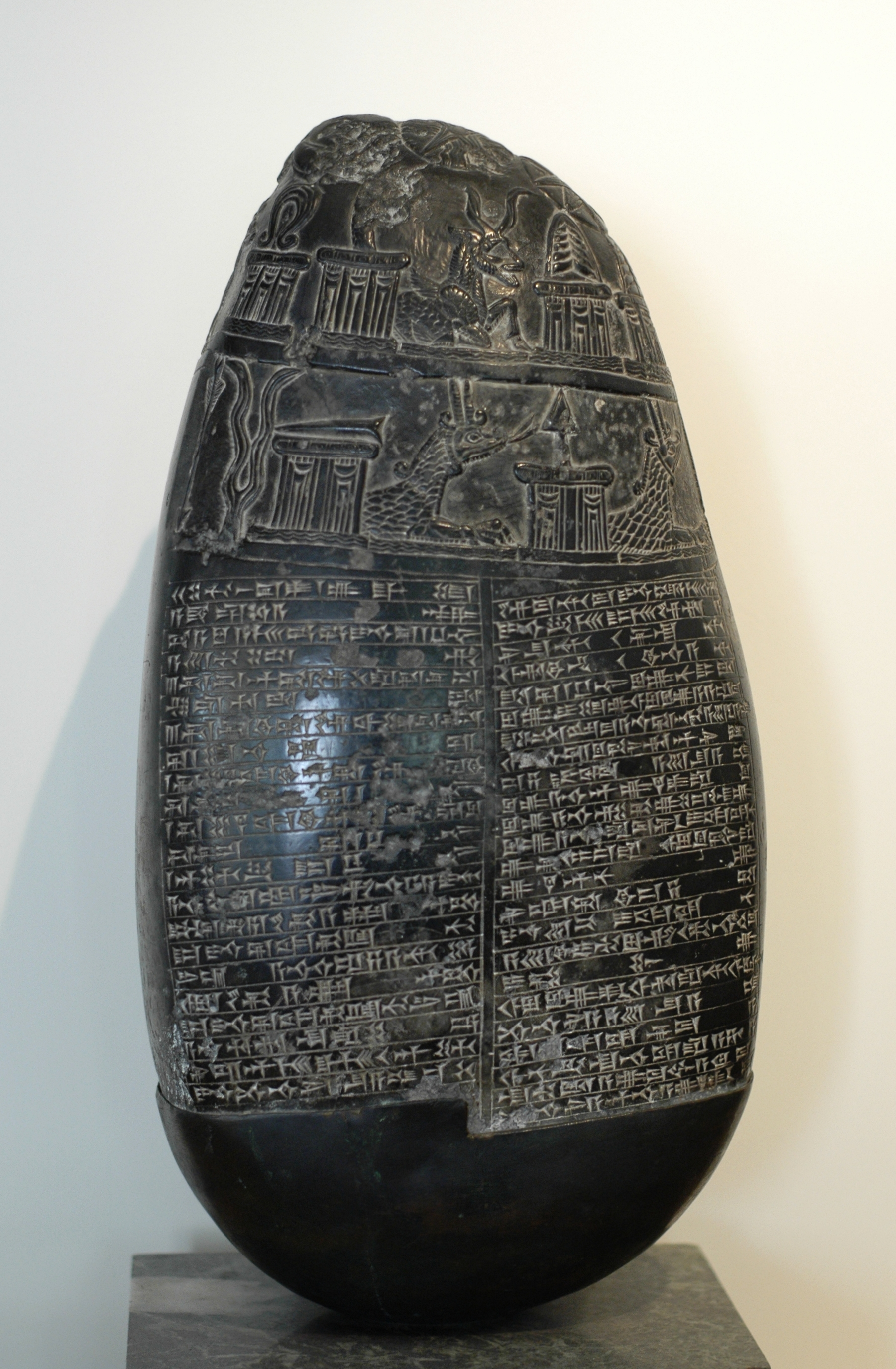
La piedra Michaux es un kudurru perteneciente al período de la dominación casita de Babilonia. Está escrito en lengua acadia mediante símbolos cuneiformes. Descubierta en 1782 por el botánico francés Michaux, fue el primer testimonio de la civilización mesopotámica que llegó a la Europa moderna.

Un kudurru es una estela de piedra grabada, usualmente de forma rectangular o fálica y con la parte superior redondeada, usada como registro de la propiedad de un terreno, como registro de la concesión de privilegios o como registro de la solución a una disputa. Empezó a ser usado en la antigua Babilonia durante la dinastía casita y siguió utilizándose durante siglos. La palabra procede del término acadio usado para designar una frontera. Los kudurrus son las únicas obras artísticas que han sobrevivido del periodo casita. Se conservan ejemplos en el Museo del Louvre y en el Museo Nacional de Irak.
Se ha contemplado la posibilidad de que dichas estelas se emplearan como hitos fronterizos en la linde de la propiedad cuyos derechos recordaban. La falta de señales de haber permanecido a la intemperie, su pequeño tamaño, que las inscripciones lleguen hasta el extremo inferior y el hecho de que no se haya encontrado ningún kudurru fuera de un templo, hacen pensar que este era el lugar donde se guardaban.
Los kudurrus incluían imágenes de dioses que garantizaban el contrato o concesión y que advertían de los males que padecería quien rompiera el contrato.
Los contratos registrados en los kudurrus han permitido a los asiriólogos averiguar el tipo de relación que los reyes casitas tenían con sus súbditos.